# Spindling
En informática se conoce como spindling a la distribución entre varios discos duros de distintos archivos relacionados, por ejemplo, los archivos de una base de datos. De esta forma se reduce la contención de recursos en los accesos a disco, mejorando el rendimiento.
El término proviene de la palabra spindle, usada en inglés para referirse al eje en el que se montan los platos que forman un disco duro.
La división de datos entre distintos dispositivos para que puedan trabajar de forma [Computación concurrente|[concurrente]] y aumentar así el rendimiento se usa también en la técnica conocida como data striping, empleada por ejemplo en varios niveles de RAID. Sin embargo, el spindling siempre distribuye archivos completos, mientras que en data striping los archivos se dividen físicamente.
- Datos: Q5491146